# Kem (přítok Jeniseje)
Kem (rusky Кемь) je řeka v Krasnojarském kraji v Rusku. Je dlouhá 356 km. Povodí má rozlohu 8 940 km².

## Průběh toku
Řeka protéká po jihovýchodním okraji Západosibiřské roviny. Na dolním toku je značně členitá. Ústí zleva do Jeniseje nedaleko Jenisejsku.

### Přítoky
- zleva – Belaja, Tyja

## Vodní režim
Zdrojem vody jsou převážně sněhové srážky. Nejvyšších vodních stavů dosahuje v květnu. V létě dochází k dešťovým povodním.